# Menhir von Dalgrambich Farm

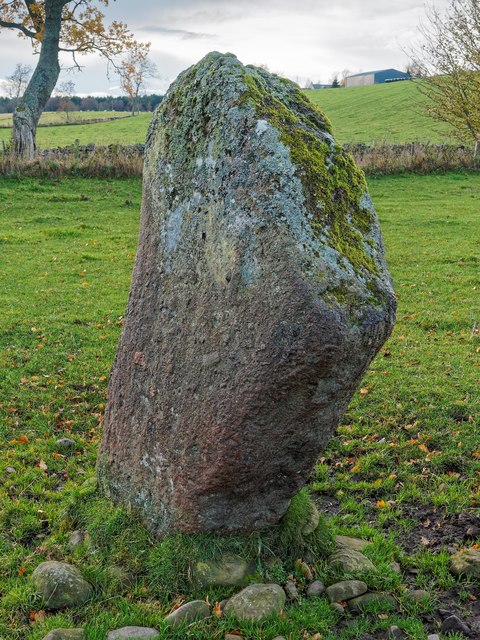
Menhir von Dalgrambich Farm

Der Menhir von Dalgrambich Farm (englisch Standing Stone) steht an der Nordseite des Fahrweges, der von der Getreidemühle in Kinrea zum Haus in Cantray führt, südlich vom Dorf Croy, im Strathnairn, dem Tal des Nairn, östlich von Inverness in den Highlands in Schottland.
Der Menhir wurde von James E. Fraser als der letzte Überlebende eines Clava Cairns angesehen.
Der Stein ist etwa 1,9 Meter hoch, 1,27 m breit und 0,55 m dick. Er befindet sich an der Südecke eines Feldes. In unmittelbarer Nähe befinden sich keine weiteren Steine, obwohl sich am Feldrand und auf der Südostseite der Fahrspur mehrere große Steine befinden, die möglicherweise Bestandteil des angeblichen Clava Cairns oder eines Steinkreises waren.